# Атији
Атији (фр. Attilly) насеље је и општина у североисточној Француској у региону Пикардија, у департману Ен (Пикардија) која припада префектури Сен Кентен.
По подацима из 2011. године у општини је живело 378 становника, а густина насељености је износила 32,01 становника/km². Општина се простире на површини од 11,81 km². Налази се на средњој надморској висини од 150 метара (максималној 141 m, а минималној 66 m).

## Демографија
| 1962. | 1968. | 1975. | 1982. | 1990. | 1999. | 2011. |
| ----- | ----- | ----- | ----- | ----- | ----- | ----- |
| 341   | 376   | 376   | 378   | 401   | 397   | 378   |

График промене броја становника у току последњих година